# Christian Marbach
Pour les articles homonymes, voir Marbach.
Christian Marbach (né le 9 octobre 1937 à Altkirch) est un ingénieur français, polytechnicien membre du corps des mines. Il est surtout connu pour ses actions en faveur du transfert industriel des recherches universitaires, comme la création de SOFINNOVA en 1971 et la réforme de l'Agence nationale de valorisation de la recherche (ANVAR) en 1979. Il a aussi présidé la Cité des Sciences et de l’Industrie et poursuivi sa carrière dans le domaine administratif, industriel ou associatif.

## Biographie
Fils d'un professeur d'histoire-géographie alsacien, Christian Marbach entre à l’École polytechnique en 1956, puis est élève de l’École nationale supérieure des mines de Paris (promotion 1961), et licencié ès sciences.
Il commence sa carrière à la direction des carburants du Ministère de l'industrie (1962-1968), où il suit surtout les dossiers exploration  et  production et celui des relations avec l’Algérie.
Puis il est nommé chargé de mission auprès du directeur général de la politique industrielle (1968), et directeur adjoint des études et programmes (1970) et chargé de mission à la délégation à l’informatique. Il définit les bases d’une politique de l’innovation, proposant notamment de promouvoir un capital-risque à la française. 
Il crée SOFINNOVA (1971), première société française spécialisée dans le financement de l'innovation par la méthode du venture capital. Il en sera le directeur général, puis l'administrateur-directeur général jusqu'en 1979. Il crée aussi des sociétés de financement spécialisées, BATINNOVA pour l'innovation dans le bâtiment et SOFININDEX pour les entreprises exportatrices. Il développe les activités de SOFINNOVA en direction des États-Unis, où il envoie Jean Deléage en 1976.
En 1979, l'ANVAR, agence créée par le Ministère de l'éducation nationale pour faciliter le transfert industriel des recherches universitaires, souffre d'une crise grave. Christian Marbach diagnostique qu'une politique d'aide aux laboratoires de recherche et de valorisation de brevets n'est pas un vecteur suffisant pour les transferts, mais qu'il convient de financer directement les entreprises innovantes. André Giraud, alors ministre de l’Industrie, obtient le transfert à l’Anvar des dotations budgétaires de l'aide au développement. Ces subventions, rebaptisées aide à l'innovation, désormais octroyées préférentiellement aux PME, deviennent plus systématiquement remboursables que précédemment, et leur attribution va être largement déconcentrée et confiée aux délégués régionaux de l'ANVAR. Christian Marbach, nommé à la tête de l’Anvar, met en place une politique rigoureuse et efficace des opérations régionales et préside personnellement le comité national d'attribution des aides les plus importantes. Il diversifie également les types d'aides, en distinguant les aides à l'amorçage, aux opérations conjointes avec des financeurs ou des laboratoires, etc. Il met aussi en place, en 1984, et à la demande de Laurent Fabius, alors ministre de l’industrie, le Fonds Industriel de Modernisation pour développer les financements des entreprises en quasi fonds propres. Il est également chargé en 1983 d’une mission d’évaluation des problèmes industriels en Lorraine.
En 1986, lorsque Alain Madelin devient Ministre de l'industrie, un vent de libéralisme supprime plusieurs Agences nationales distributrices d'aides publiques, mais après évaluation  la mission de  l'ANVAR et sa réussite sont  réaffirmées. Christian Marbach quitte alors l'ANVAR et prend la présidence de la Cité des sciences et de l'industrie de la Villette, qui a besoin d’une réorganisation d’ampleur (1987-1988). Il organise notamment des expositions technico-industrielles temporaires. Mais Christian Marbach est soudain appelé au poste de directeur général de l'industrie au ministère de l'industrie (1988-1991). 
Il quitte à nouveau l'Administration en 1991 pour devenir vice-président, puis président-directeur général de COFLEXIP, une entreprise parapétrolière innovante, leader mondial dans la fabrication et la pose de flexibles sous-marins pour l’exploitation de gisements de pétrole ou de gaz (1991-1996). Pendant cette période, il préside aussi l'Association pour le bicentenaire de l'Ecole polytechnique (célébré en 1994), et conçoit tout le programme de l’ensemble des manifestations en liaison avec l’Ecole, l’AX, et la Fondation de l’X.
À partir de 1997, il devient conseil pour différentes sociétés françaises, et membre de divers conseils d'administration (ERAP, CGG VERITAS, LAGARDERE) ou conseils d'orientation (OSEO, IFREMER). Il préside aussi pendant quelques années un GIE, l'Agence des PME, puis OSEO Services. A ce titre, il est nommé en mai 2010 membre du Comité de surveillance du Grand emprunt 2010.
Il est membre fondateur de l'Académie des technologies et à plusieurs reprises membre de son conseil d’administration. 
Christian Marbach occupe plusieurs fonctions au service de la communauté polytechnicienne. Il a été membre du conseil d’administration de l’Ecole polytechnique, et membre du conseil d’administration de l’AX. Il est aussi président (1998-2004), puis président d'honneur de la Société des amis de la bibliothèque de l'École polytechnique (SABIX), ce qui lui donne l'occasion d'écrire divers articles historiques et de négocier l'achat ou le don d'archives à la bibliothèque de l'École polytechnique. De mars 2010 à septembre 2013, il est aussi président du comité éditorial de La Jaune et la Rouge.

## Vie privée
Christian Marbach épouse Marie-Annik Dumas en 1960. Ils ont quatre enfants.